# Хлібодавець (мультфільм)
«Хлібода́вець» (англ. The Breadwinner) — повнометражний анімаційний фільм 2017 року ірландського режисера Нори Твомі, створений ірландською компанією Cartoon Saloon. Виконавчими продюсерами були Мімі Полк та Анджеліна Джолі. Сюжет картини базується на однойменному романі Дебори Елліс. Мультфільм вийшов у широкий прокат 17 листопада 2017 року.
Світова прем'єра мультфільму відбулася на Міжнародному кінофестивалі в Торонто у вересні 2017 року. Картина номінована на премію «Оскар» в категорії «Найкращий анімаційний фільм».

## Сюжет
Парвана — дівчинка, що живе в контрольованому талібами Кабулі, столиці Афганістану. Її батько Нурулла затриманий талібами і відправлений до в'язниці. Сім'я Парвани, яка складається з її матері, сестри і зовсім маленького брата, залишається без чоловіка, що в умовах талібану ускладнює покупку харчів на ринку та взагалі пошук коштів на прожиток. У результаті Парвана вирішує видати себе за хлопчика і почати працювати, щоб прогодувати свою сім'ю, поки не звільнять Нурулла.

## Нагороди та номінації
| Список нагород та номінацій фільму | Список нагород та номінацій фільму | Список нагород та номінацій фільму       | Список нагород та номінацій фільму | Список нагород та номінацій фільму | Список нагород та номінацій фільму |
| Кінофестиваль/Кінопремія           | Рік                                | Категорія                                | Номінант(и)                        | Результат                          | Дж                                 |
| ---------------------------------- | ---------------------------------- | ---------------------------------------- | ---------------------------------- | ---------------------------------- | ---------------------------------- |
| Європейський кіноприз              | 15.12.2018                         | Найкращий європейський анімаційний фільм | Хлібодавець                        | Номінація                          | [ 7 ]                              |